# Otto Hoffmann-Ostenhof

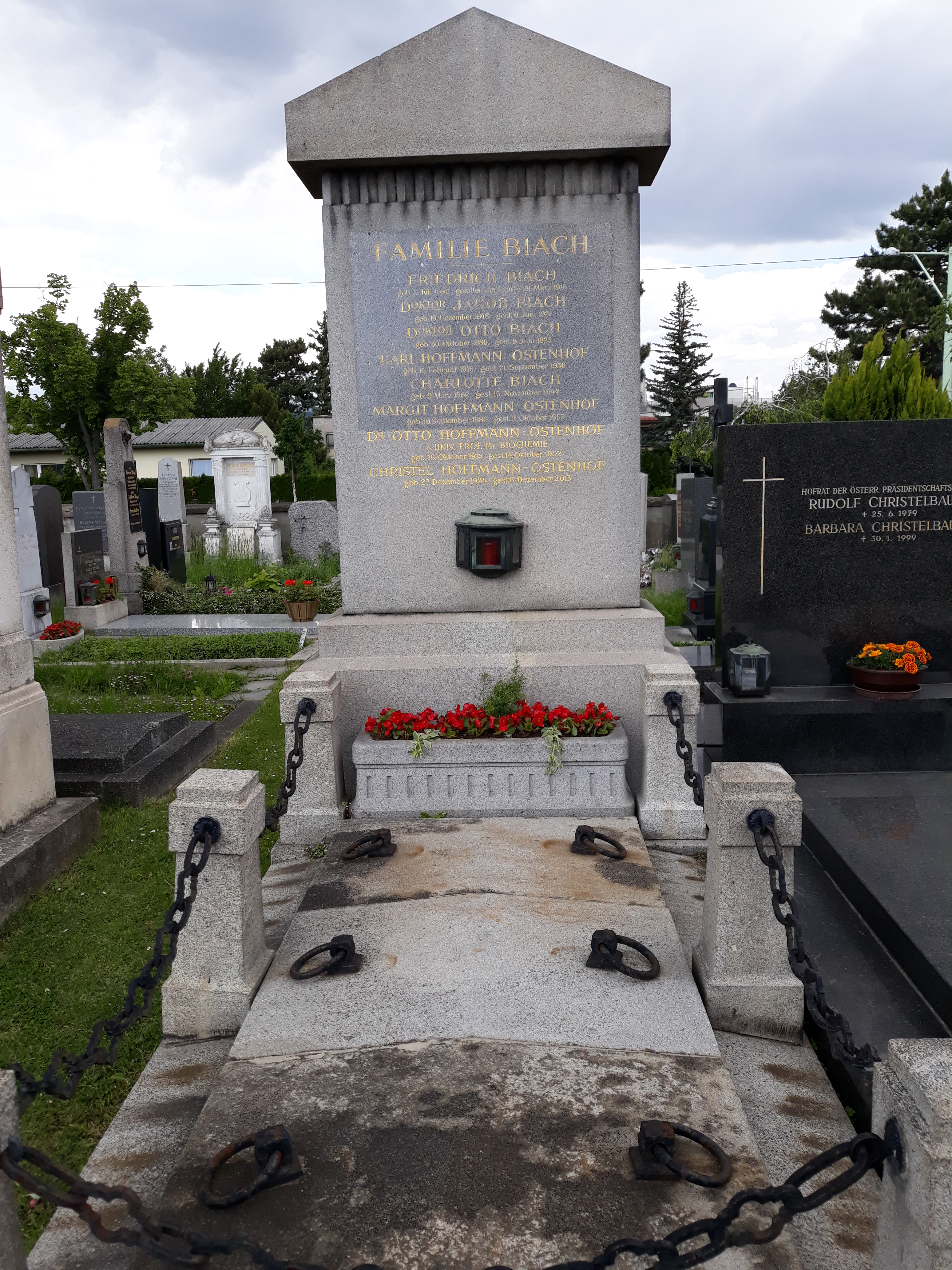
Das Grab von Otto Hoffmann-Ostenhof und seiner Ehefrau Christel geborene Gloege im Familiengrab auf dem Döblinger Friedhof in Wien

Otto Hoffmann-Ostenhof (* 18. Oktober 1914 in Wien; † 14. Oktober 1992) war ein österreichischer Biochemiker.

## Leben
Hoffmann-Ostenhof studierte in Wien, Innsbruck und Zürich und wurde bei Paul Karrer mit der Arbeit Die Homologen des *-Tocopherols promoviert. Von Jänner bis Mai 1937 kämpfte er im Spanischen Bürgerkrieg in einer Milizeinheit der Partido Obrero de Unificación Marxista (Milizeinheit Rovira). Unter nationalsozialistischer Herrschaft war er im Widerstand und in Haft (ein Volksgerichtshof verurteilte ihn 1943 wegen Wehrkraftzersetzung). 1945 wurde er Assistent an der Universität Wien, habilitierte sich 1950, war ab 1959 Titularprofessor und ab 1971 ordentlicher Professor für Biochemie an der Universität Wien.
Er befasste sich mit Enzymforschung, unter anderem Phosphoresterasen und der Klärung der Biosynthese des Inosit. Außerdem war er maßgeblich an der systematischen Nomenklatur von Enzymen beteiligt.
Er war mit Christel Gloege verheiratet und ist der Vater des Journalisten Georg Hoffmann-Ostenhof, des theoretischen Chemikers Thomas Hoffmann-Ostenhof, der Ärztin Margit Endler (* 1951, verheiratet mit Franz Endler) und des Anwalts Peter Hoffmann-Ostenhof (* 1955).
Er wurde auf dem Döblinger Friedhof bestattet.

## Schriften
- Enzymologie, Springer 1954